# Mount Scenery
Mount Scenery je uspavani vulkan u karipskoj Nizozemskoj. Njegova kupola tvori vrh stratovulkana na otoku Saba. s visinom od 887 m/nm, to je najviša točka u Kraljevini Nizozemskoj i, od raspuštanja Nizozemskih Antila 10. listopada 2010., najviša točka u užoj Nizozemskoj.
Vulkan Saba je potencijalno opasan; posljednja erupcija bila je oko 1640. godine i uključivala je eksplozije i piroklastične tokove.
Dana 2. rujna 2019., Park prirode Mt. Scenery podignut je u status nacionalnog parka.
Ima pješačku stazu do vrha, koji je jedna od najvećih turističkih atrakcija Sabe. Putem do planine mogu se pronaći sve klimatske zone na Sabi, uključujući oblačnu šumu na vrhu.
- Vrh gledan s Windwardsidea
- Mount Scenery u oblacima
- Pogled s planine Mount Scenery s Windwardsideom ispred

## Vanjske poveznice
|  | Zajednički poslužitelj ima još gradiva o temi Mount Scenery |